# Gonçalo Brandão
Gonçalo Jardim Brandão (* 9. Oktober 1986 in Lissabon) ist ein portugiesischer ehemaliger Fußballspieler.

## Karriere

### Vereine
Gonçalo Jardim Brandão begann seine Profikarriere im Jahr 2003 bei Belenenses Lissabon. In seiner ersten Spielzeit absolvierte er zwölf Partien, in denen er sein erstes Profitor erzielte. Er erreichte mit Belenenses den 15. Rang in der SuperLiga und stieg nur aufgrund des besseren Torverhältnisses gegenüber dem FC Alverca nicht in die Liga de Honra, der zweithöchsten Spielklasse Portugals ab. In der darauffolgenden Saison erhielt er nur sporadisch Einsätze im Profiteam und wurde für die Spielzeit 2005/06 an Charlton Athletic verliehen. Bei Charlton bestritt er kein einziges Ligaspiel und kehrte danach zu Belenenses zurück. Die Resultate des Teams verbesserten sich und die Hauptstädter belegten in den folgenden zwei Jahren den fünften und achten Rang in der Liga. Brandão kam dagegen kaum noch zum Zuge, er erhielt nur drei Einsätze bei Belenenses. Aufgrund der fehlenden Spielpraxis verließ er im Juni 2008 den Verein.
Im Sommer 2008 wurde sein Transfer zum italienischen Serie-A-Verein AC Siena bekanntgegeben, bei dem er einen Fünfjahresvertrag unterzeichnete. Bei den Toskanern konnte er sich nach einem etwas schwierigen Start in der Stammformation etablieren und schaffte mit Siena den Klassenerhalt in der Serie A. Im Sommer 2012 nahm ihn der FC Parma unter Vertrag, nachdem er dort zuvor bereits ein Jahr leihweise gespielt hatte. Er wurde umgehend an AC Cesena in die Serie B ausgeliehen. Nach seiner Rückkehr wurde im Jahr 2013 ein Leihgeschäft mit dem rumänischen Erstligisten CFR Cluj vereinbart. Dort kam er in der Hinrunde 2013/14 nur zu einem Einsatz. Anfang 2014 wurde er an seinen früheren Klub Belenenses Lissabon ausgeliehen. Mit dem Aufsteiger sicherte er sich am Ende der Spielzeit 2013/14 den Klassenverbleib. Anschließend kehrte er nach Italien zurück und wechselte zunächst zu AC Siena. Kurze Zeit später nahm ihn abermals Belenenses unter Vertrag. Seit Anfang 2017 spielt er für GD Estoril Praia. Nach einer Visite in der Schweiz beendete er seine Karriere bei der Zweitvertretung des FC Porto.

### Nationalmannschaft
Brandão debütierte am 31. März 2009 im Freundschaftsspiel gegen Südafrika für die portugiesische Nationalmannschaft. Er durfte beim 2:0-Sieg die ganze Partie durchspielen. Sein zweiter Einsatz für Portugal folgte am 10. Juni 2009 gegen Estland.